# Myhowe
Myhowe (ukrainisch Мигове; russisch Мигово Migowo, rumänisch Mihova, deutsch bis 1918 Mihowa) ist ein Dorf in der historischen Region Bukowina in der ukrainischen Oblast Tscherniwzi mit etwa 3300 Einwohnern (2024).

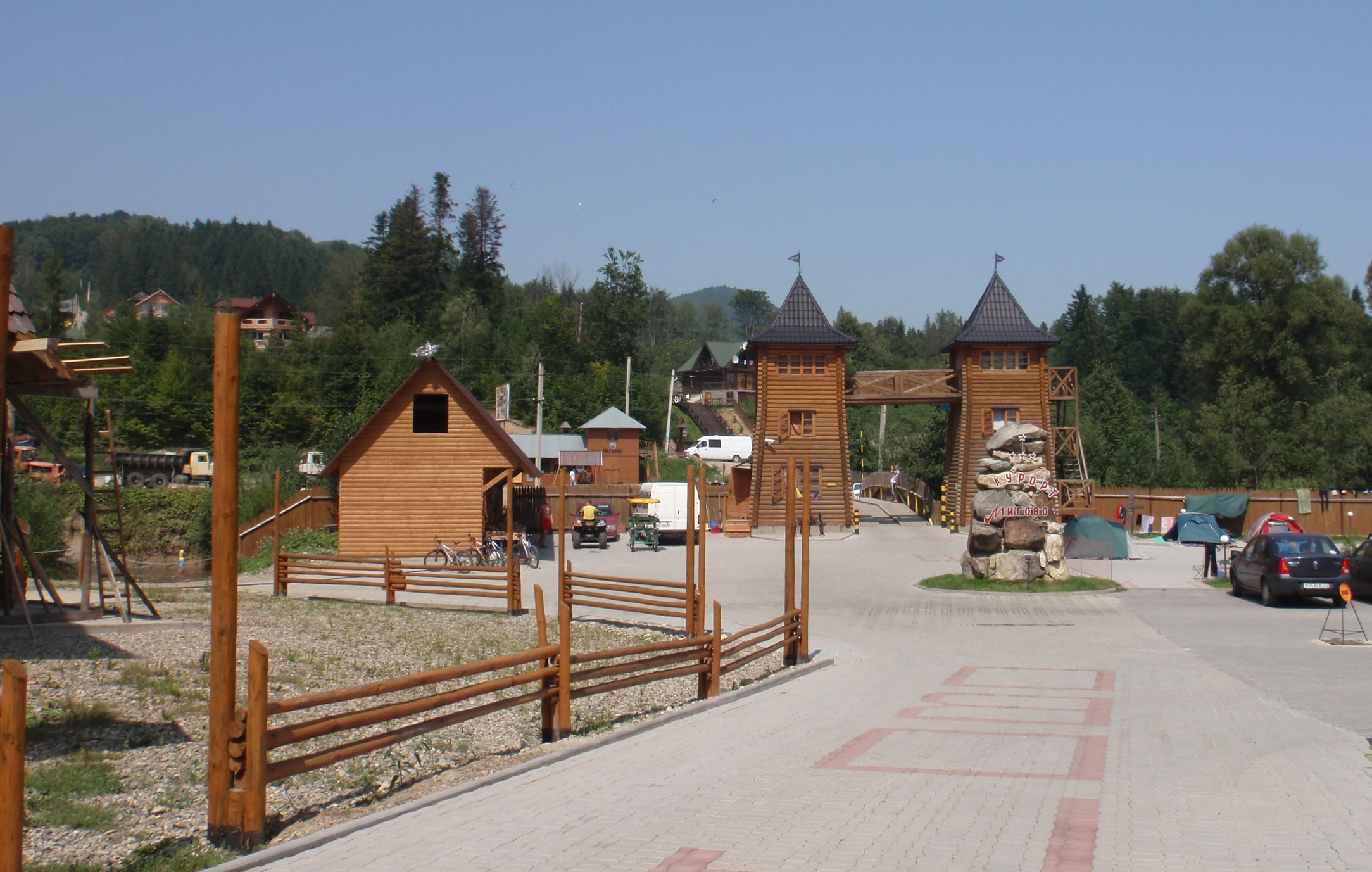
Ski- und Touristikzentrum in Myhowe

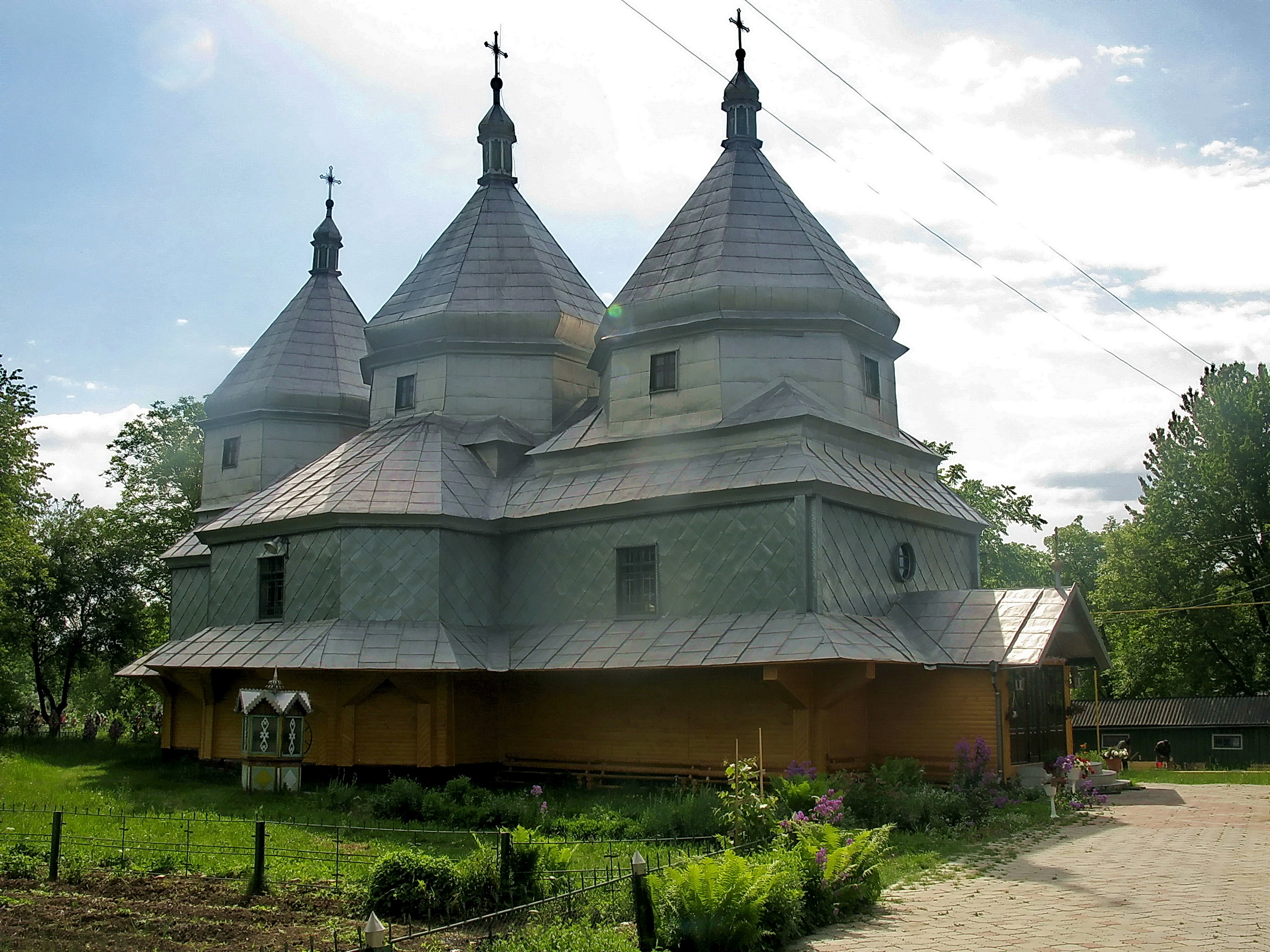
Holzkirche im Dorf

Der Tourismus- und Wintersportort liegt in den Waldkarpaten auf 505 m Höhe am Ufer der Myhiwka (Мигівка), einem 21 km langen Nebenfluss des Sereth sowie an der Territorialstraße T–26–24. Myhowe liegt etwa 10 km südlich von Berehomet, etwa 30 km südöstlich vom Rajonzentrum Wyschnyzja und etwa 55 km südwestlich vom Oblastzentrum Czernowitz. Im Dorf befand sich das 1917 zerstörte Schloss Mihowa.
Am 12. Juni 2020 wurde das Dorf ein Teil der neu gegründeten Siedlungsgemeinde Berehomet im Rajon Wyschnyzja, bis dahin bildete es zusammen mit dem Dorf Welyke (Велике ⊙) mit etwa 630 Einwohnern gehört die Landratsgemeinde Myhowe (Мигівська сільська рада/Myhiwska silska rada) im Osten des Rajons.